# Романов Юрій Володимирович
Юрій Володимирович Романов (нар. 5 листопада 1963, Новоград-Волинський, Житомирська область, УРСР) — радянський та український футболіст, футзаліст і тренер, виступав на позиції захисника.

## Життєпис
Народився в місті Новоград-Волинський Житомирської області. Дорослу футбольну кар'єру розпочав 1985 року в орджонікідзенському «Спартаку», який виступав у Першій лізі СРСР (3 матчі). З 1988 по 1990 році захищав кольори друголігового «Знамя Труда» (Орєхово-Зуєво), у складі якого зіграв 36 матчів. У 1990 році перебрався в «Темп», який виступав в аматорських змаганнях УРСР. Після розпаду СРСР команда отримала право стартувати в першому розіграші чемпіонату України серед команд Вищої ліги. В українських футбольних змаганнях дебютував за шепетівський клуб 16 лютого 1992 року в програному (1:2) домашньому поєдинку 1/32 фіналу кубку України проти кременчуцького «Кременя». Юрій вийшов на поле в стартовому складі та відіграв увесь матч. В еліті українського футболу дебютував 6 березня 1992 року в програному (0:1) виїзному поєдинку 1-го туру підгрупи 1 проти миколаївського «Евіса». Романов вийшов на поле з капітанською пов'язкою в стартовому складі та відіграв увесь матч. Загалом у першому розіграші Вищої ліги зіграв за «Темп» 18 матчів (ще 49 матчів провів у Другій нижчій лізі СРСР), а також 1 поєдинок у кубку України.
У середині липня 1996 року перейшов до «Полісся». У футболці житомирського клубу дебютував 18 червня 1992 року в переможному (1:0) виїзному поєдинку 25-го туру підгрупи 1 Першої ліги України проти черкаського «Дніпра». Юрій вийшов на поле в стартовому складі та відіграв увесь матч. У червні — липні 1996 року зіграв 6 матчів у Першій лізі України.
У липні 1992 року повернувся до «Темпа». У футболці шепетівського клубу дебютував 1 серпня 1992 року в переможному (1:0) виїзного поєдинку проти ялтинського «Інтуриста». Юрій вийшов на поле з капітанською пов'язкою в стартовому складі та відіграв увесь матч. У Першій лізі України дебютував за «Темп» 11 серпня 1992 року в переможному (3:1) поєдинку 1-го туру проти чортківського «Кристалу». Романов вийшов на поле в стартовому складі та відіграв увесь матч. У сезоні 1992/93 років допоміг команді стати срібним призером Першої ліги та повернутися до еліти українського футболу.
Напередодні старту сезону 1994/95 років перебрався до «Торпедо». У футболці запорізького клубу дебютував 17 липня 1994 року в переможному (3:1) домашньому поєдинку 1-го туру Вищої ліги проти запорізького «Металурга». Юрій вийшов на поле в стартовому складі та відіграв увесь матч. У команді виступав до кінця серпня 1995 року, за цей час у Вищій лізі зіграв 36 матчів, ще 3 поєдинки провів у кубку України.
У вересні 1995 року повернувся до «Хіміка». У футболці житомирського клубу дебютував 21 вересня 1995 року в переможному (1:0) домашньому поєдинку 13-го туру Першої ліги проти макіївського «Шахтаря». Романов вийшов на поле в стартовому складі та відіграв увесь матч. Єдиним голом у професіональній кар'єрі відзначився 14 вересня 1997 року на 23-ій хвилині переможного (2:1) домашнього поєдинку 12-го туру Першої ліги України проти луцької «Волині». Юрій вийшов на поле в стартовому складі та відіграв увесь матч. У команді провів неповних три з половиною сезони, за цей час у Першій лізі зіграв 127 матчів (1 гол), ще 8 поєдинків зіграв у кубку України. Після цього не виступав. З 2003 по 2004 рік виступав в чемпіонаті Житомирської області за «Ниву-Гетьман» (Попільня) та «Арсенал» (Житомир). У сезоні 2005/06 років провів 2 поєдинки (1 гол) за футзальну команду житомирського «Арсеналу».

## Кар'єра тренера
По завершенні кар'єри гравця розпочав тренерську діяльність. У 1999 році працював у тренерському штабі житомирського «Полісся». У 2004 році — граючий головний тренер житомирського «Арсеналу». У 2008 році працював тренером у СДЮШОР «Полісся».

## Досягнення
«Темп» (Шепетівка)
- Кубок УРСР
  -  Володар (1): 1991

- Друга нижча ліга СРСР
  -  Чемпіон (1): 1991 (1 зона, Схід)

- Перша ліга України
  -  Срібний призер (1): 1992/93